# Cameron Hall
Cameron Hall (Hull, East Riding of Yorkshire, 6 de janeiro de 1897 – Sidmouth, Devon, 19 de dezembro de 1983) foi um ator britânico.

## Filmografia selecionada
- The Man Behind the Mask (1936)
- The Lilac Domino (1937)
- Adventure's End (1937)
- Footsteps in the Fog (1955)
- Another Time, Another Place (1958)
- Blood of the Vampire (1958)
- Stormy Crossing (1958)
- Jack the Ripper (1959)
- Saturday Night and Sunday Morning (1960)
- Reach for Glory (1962)
- Rotten to the Core (1965)